# Daniel Serra
Daniel Gardano Serra (São Paulo, Brasil, 24 de març de 1984) és un pilot d'automobilisme brasiler.
Des de 2007 competeix en l'Stock Car Brasil/Stock Car Pro Series. Ha encadenat 8 podis de la classificació general, entre 2016 i 2023, guanyant tres cops la competició, de manera consecutiva, els anys 2017, 2018 i 2019. Des de 2017, participa de les 24 Hores de Le Mans, obtenint dues victòries en la categoria LMGTE Pro (2017 amb Aston Martin i 2019 amb AF Corse).
És fill de l'expilot de Fórmula 1 Chico Serra, per la qual cosa rep el sobrenom de Serrinha.